# Bao phủ nền tảng
Bao phủ nền tảng đề cập đến một nhà cung cấp nền tảng di chuyển vào thị trường của một người khác, kết hợp chức năng của chính họ với mục tiêu, để tạo thành một gói đa nền tảng. Các thị trường phát triển nhanh chóng rất giàu cơ hội bao trùm và các công ty trong các thị trường này đang bị đe dọa liên tục trở nên lỗi thời. Điện thoại di động từng là một thị trường riêng biệt nhưng ranh giới giữa chúng và máy nghe nhạc đang bắt đầu mờ đi. Một doanh nghiệp độc lập khi bị đe dọa tấn công bao trùm có vài lựa chọn nhưng phải thay đổi mô hình kinh doanh hoặc bán bớt doanh nghiệp cho kẻ tấn công. RealPlayer là một người chơi thống trị trong kinh doanh video trực tuyến và đã tạo ra một thị trường hai mặt trong đó người tiêu dùng là phía được trợ cấp. Các nhà cung cấp nội dung là bên trả tiền cho Real cho phần mềm phát trực tuyến của họ. Microsoft đã phát động một cuộc tấn công bao trùm vào Real bằng cách cung cấp phần mềm máy chủ phát trực tuyến kết hợp với hệ điều hành Windows NT của họ. Các nhà cung cấp nội dung thấy không có điểm nào trong việc tiếp tục sử dụng Real và chuyển sang nền tảng windows đe dọa sự tồn tại của Real. Windows có thể đủ khả năng để làm điều đó vì việc cung cấp dịch vụ như vậy đã thúc đẩy doanh số HĐH của họ và việc áp dụng hàng loạt Windows Media Player cho phía người tiêu dùng là trình phát tương thích duy nhất với nền tảng phát trực tuyến windows.

## Loại hình tấn công bao phủ
Hai mạng khác nhau có thể là bổ sung, thay thế và chức năng không liên quan. Mối quan hệ giữa hai mạng là cơ sở về cách thức cuộc tấn công được phát động.

### Bao phủ hàng hoá bổ trợ
Một thị trường mạng bao gồm một số người chơi hoạt động trong các lớp liền kề khác nhau. Trong kiểu tấn công này, người chơi cố gắng giành được vị trí thống lĩnh trong lớp liền kề bằng cách gói các dịch vụ mà người chơi lớp liền kề cung cấp trong các dịch vụ riêng của mình.

### Bao phủ các chất thay thế yếu
Giá mà một người sẵn sàng trả cho một gói bao gồm hai sản phẩm thay thế hoàn hảo sẽ là giá mà anh ta sử dụng một trong hai và do đó, sẽ không có giá trị nào cho một công ty bao phủ một nền tảng hoạt động như một sự thay thế hoàn hảo cho sản phẩm của mình. Tuy nhiên, có một giá trị được tạo ra khi chúng ta có câu hỏi về một bộ thay thế yếu.

### Bao phủ các nền tảng không liên quan
Các nền tảng trước đây có nghĩa là cho một cách sử dụng khác nhau bắt đầu hội tụ khi nhóm người dùng phổ biến bắt đầu tăng lên. Đó là trường hợp với điện thoại di động và thiết bị trò chơi video được sử dụng cho các mục đích riêng biệt nhưng các nền tảng kỹ thuật số hiện có ngày nay đã hội tụ tất cả các ứng dụng như vậy thành một.